# Бої за Охтирку
Бої за Охтирку, або Оборона Охтирки, почалися 24 лютого 2022 року в ході російського вторгнення в Україну і є частиною російсько-української війни.
Військова кампанія почалася після тривалого нарощування російських військ з листопада 2021 року вздовж українського кордону Росією та Білоруссю та визнання Росією 21 лютого 2022 року терористичних утворень на території України (так званих «днр» і «лнр») як незалежних держав. Неодноразово різні ЗМІ, західні та українські політики розцінювали накопичення російських військ біля кордонів з Україною як підготовку росії до війни. Практично одночасно збройні сили Російської Федерації почали неприховане перекидання додаткових окупаційних військ на окуповані території Донецької і Луганської областей.
Через стратегічне розташування Охтирки її захоплення було дуже важливим для російського командування. У разі захоплення Охтирки для російських окупаційних військ відкривався прямий шлях на Полтаву і Миргород, через Гадяч на Київ, а також на південь у бік Харкова.
Бої за місто Охтирку включають в себе бойові дії між збройними силами російської федерації і Збройними силами України за контроль над містами Охтирка і Тростянець (бої за Тростянець), прилеглими територіями Охтирського району, та над стратегічними шляхами в глиб і на південь України.
Враховуючи стратегічне значення цього напрямку, бої за Охтирку є окремою сторінкою оборонних боїв у ході російського вторгнення в Україну.
За даними слідства, російські окупаційні війська впродовж 30 днів обстрілювали з важкої артилерії та скидали бомби на житлові квартали Охтирки. Були пошкоджені та зруйновані сотні житлових будинків, знищені об’єкти критичної інфраструктури. За попередніми даними, загинуло 30 мирних жителів, серед яких 1 семирічна дитина. Правоохоронні органи розслідують понад 50 кримінальних проваджень, розпочатих за фактами порушень законів та звичаїв війни під час обстрілів міста Охтирка (ч. 1 та ч. 2 ст. 438 Кримінального кодексу України).

## Перебіг подій

### Лютий 2022

Російські військові, взяті в полон в Охтирці 24.02.2022 року.

Особисті документи російського військового Кравченка П. Т., взятого в полон в Охтирці 24.02.2022 року.

#### 24 лютого
Вранці 24 лютого 2022 року о 04:35 російські війська перетнули державний кордон України в районі пункту пропуску «Велика Писарівка». Близько 07:00 на околицях селища сталися вибухи, приблизно о 08:00 дві колони російської бронетехніки зайшли у Велику Писарівку. Одна зайшла з боку Грайворона, друга — з боку села Попівка.
Після зайняття Великої Писарівки, близько 11:00, колони російських військ висунулись у напрямку Охтирки. В Охтирці українські війська вже були готові дати відсіч, було організовано оборону і підготовлено засідку.
Вже на околиці Охтирки, біля автозаправки «Marshal», окупанти обстріляли цивільний легковий автомобіль який рухався з боку Великої Писарівки в Охтирку.
Близько 12:40 російські війська увійшли до міста Охтирка. Через місто окупанти двома колонами висунулися в напрямку Зінькова і Котельви. В місті почались бойові зіткнення, російські війська потрапили в засідку. Так, за словами очевидців, о 14:25 російська колона обстріляла військову частину на вулиці Київській, але одразу була атакована в районі житлового масиву «Дачний» із стрілецької зброї та ручних гранатометів українськими військовими і силами територіальної оборони. Друга колона була атакована вже за містом в районі села Кардашівка.
В ході бойового зіткнення на вулиці Київській було знищено вантажний автомобіль окупантів з боєприпасами, від вибуху якого два приватні будинки були зруйновані.
В результаті сутичок на підступах до міста і в місті, окупанти покинули багато бойової та інженерної техніки, також ворог зазнав втрат в живій силі і відступив. За попередніми даними тільки в результаті сутичок в місті, четверо російських військових було знищено, ще  четверо взято в полон. Втрати загарбників уточнюються.
24 лютого захищаючи Охтирку загинув Володимир Лисенко — капітан, командир стрілецької роти 154-го окремого батальйону територіальної оборони.
Того ж дня, до Охтирки почали прибувати перші підрозділи 93-ї окремої механізованої бригади «Холодний яр», які одразу включилися до оборони міста та району.

#### 25 лютого

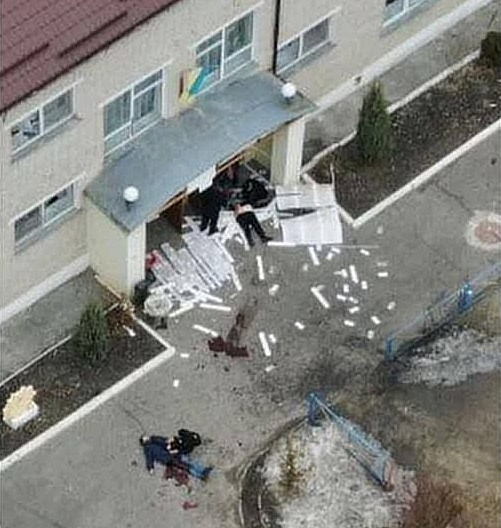
Результат обстрілу дитячого садочка 25 лютого 2022 року. Загинув сторож, поранено 8 людей, з яких двоє діти.

Вранці 25 лютого о 7:50 на околицях Охтирки знову почалися бойові дії. Російські окупанти вдруге спробували зайти в місто, однак ще на підході були знищені артилерією.
Силами оборони проводились заходи по виявленню і знешкодженню російських окупантів які напередодні були розбиті і переховувалися в місті. Було вжито заходів, щодо підсилення оборони міста і прилягаючих населених пунктів, прибувають додаткові військові підрозділи.
Орієнтовно з 12:00 до 12:25, а потім близько 13:00 окупантами декілька разів було завдано удару реактивною системою залпового вогню БМ-27 «Ураган» по військовій частині та по житловому масиву «Дачний».
О 13:00 снаряди влучили по дитячому садочку «Сонечко», в якому було облаштоване бомбосховище. В районі дитячого садочка впало два реактивних снаряда з касетною головною частиною. В результаті обстрілу дитячого садочка загинуло чотири місцевих мешканці, у тому числі одна жінка і сторож садочка, ще восьмеро отримало поранення, з яких двоє діти. Одна десятирічна дитина з проникаючим пораненням грудної клітини була прооперована, друга дитина також в лікарні. Також в ході цього обстрілу внаслідок вибуху реактивного снаряд на перехресті вулиць Київська та Петропавлівська, навпроти дитячого садочка «Росинка» загинула семирічна мешканка Охтирки Гланц Аліса Русланівна та її дідусь Сова Олексій Михайлович.
Для перешкоджання пересування російських військ по трасі Суми-Полтава о 17:00 українськими військовими в селі Климентове, між Охтиркою і Тростянцем, було підірвано міст через річку Ворсклу, який був повністю реконструйований в 2020 році.

#### 26 лютого
26 лютого о 13:55 російськими військами було завдано авіаудару по території військового містечка 91-го інженерного полку. В чотириповерхову будівлю казарми влучила перша вакуумна бомба, в санчастину друга. В результаті авіаудару були зруйновані будівлі на території військової частини, почалася пожежа. Також постраждав житловий масив «Дачний» та прилягаючий приватний сектор. Багато людей опинилися під завалами. В результаті удару по військовій частині українських військових було поранено понад 70 військових, багато загиблих.
Одна з бомб впала на вулиці Армійській, що поблизу військового містечка, вибухом було пошкоджено теплопровідну мережу Охтирської ТЕЦ. В результаті витоку гарячої води, в кратері від вибуху утворилося озеро.
О 14:30 до Охтирської районної лікарні привезли 4 військових з опіками. Також під час удару по військовій частині було поранено двох іноземних журналістів з Данії. Увечері наступного дня їх було направлено до лікарні в місті Полтава, повідомили в пресслужбі Національної поліції Сумщини. Стан постраждалих середньої тяжкості. Про це проінформували представників Посольства Данії. Від авіаудару постраждав дитячий будинок сімейного типу, на щастя без жертв.
Українська артилерія у відповідь нанесла удари по російським військам.
Ввечері 26 лютого, після бомбардування, Охтирська ТЕЦ змогла відновити теплопостачання, проте декілька будинків все ще залишалися відключеними від нього, адже були зруйновані газогони.
В місті було збережено електропостачання та теплопостачання, була гаряча вода.
26 лютого в боях за Охтирку загинула Інна Дерусова — сержант 58-ї окремої мотопіхотної бригади імені Івана Виговського Збройних сил України. З 24 лютого 2022 року вона ризикуючи власним життям врятувала понад 10 військовослужбовців. Інна Дерусова стала першою жінкою — Героєм України, якій це звання було присвоєно посмертно.

#### 27 лютого
27 лютого на околицях Охтирки і прилеглих населених пунктів відбувалися бойові зіткнення між окупантами і захисниками України.
В напрямку дороги на Велику Писарівку, де постійно спостерігалося переміщення російських військ, українська артилерія продовжувала наносити ракетно-артилерійські удари.
Місцеві жителі постійно чули артилерійську канонаду і залпи реактивних систем.
Близько 11 години між селами Чупахівка і Довжик, російські війська розстріляли автобус з цивільними, швидку допомогу до постраждалих не допустили. Місцевість було заміновано, тому сімейним лікарям довелося пішки добиратися до місця події, щоб надати медичну допомогу постраждалим.
Було знищенно українською артилерією російську танковову колону біля Тростянецької шоколадної фабрики «Україна» «Крафт Фудз Україна», яка рухалася в обхід раніше підірваного мосту в селі Климентове.
Того дня голова Тростянецької міської ради Юрій Бова повідомив, що українські війська знищили російські танки, які намагалися захопити Тростянець. Бова підписав фото з розбитою російською технікою так: «Росіяни, ласкаво просимо до пекла! Ідіть ви на.., а не в Україну вам! Тростянець та вся Україна! Ми переможемо!».
В Охтирці комунальники протягом дня відновлювали постачання тепла. Також по провулку Шкільному та по вулиці 8 Березня було відновлено електропостачання, — прокоментував ситуацію з перебоями електропостачання через бойові дії Олексій Кисіль, директор філії «Охтирський РЕМ» «АТ Сумиобленерго».
За інформацією начальника управління капітального будівництва Охтирської міськради Сергія Бондаренка після обстрілу 26 лютого були пошкоджені мережі по вулицях Армійській та Київській: газ, вода, тепло. Понад 100 осель приватного сектору без газу. В одній воронці перебитий водогон і газопровід. Мережі перекриті, але вода заповнила газові труби на одній із ділянок.

#### 28 лютого
Зранку 28 лютого в Охтирці було відносно спокійно, запрацювали продуктовий ринок і окремі продуктові магазини.
Цього дня міський голова Павло Кузьменко звернувся до мешканців міста і попередив, що всі городяни обов'язково повинні мати з собою документи, в місті вводиться комендантська година. Також він наголосив, що в Охтирці залишилися заблукавші росіяни-мародери і попрохав мешканців громади повідомляти про акти мародерства. Місто буде патрулювати тероборона. «За мародерство — розстріл на місці». Також він звернувся до підприємців з вимогою не піднімати ціни на продукти харчування і наголосив, що це буде прирівняно до мародерства. Павло Кузьменко сказав, що будь-які особи в стані алкогольного сп'яніння, які переміщаються по Охтирці, будуть сприйняті як вороги.
27-28 лютого спостерігався інтенсивний рух російських колон за маршрутом Тростянець — Чупахівка — Комиші — Веприк і далі в напрямку Гадяча.
Близько 11 години, під Охтиркою російські окупанти розстріляли цивільних людей, що їхали в автомобілі ВАЗ-21099, забрали машину і поїхали в сторону Чупахівки. Кількість загиблих невідома. Попередньо це може бути чотири людини, одну взяли в полон, — повідомили в 93-й бригаді "Холодний Яр".
Близько 12:30 російські війська завдали удару по дільниці нафтоналиву НГВУ «Охтирканафтогаз» ПАТ «Укрнафта», почалася пожежа. Протягом дня окупантами також було завдано удару в районі залізничного вокзалу, постраждав приватний сектор.
В Охтирці 28 лютого продовжували розбирати завали, які залишилися після бомбардувань військової частини 26 лютого. Під час проведення робіт, які тривали до обстрілу міста, з-під завалів дістали тіла 7-ми людей.
Протягом доби українська артилерія наносила удари за ударами по колонам російських військ, які пересувалися в районі Охтирки в напрямку Гадяча. За оперативними даними, в результаті розтягнутості комунікацій російські війська зіткнулися з гострою проблемою постачання. Через відсутність палива та поломок окупанти вимушені були кинути танки і іншу військову техніку. В районі Чупахівки було покинуто чотири танки Т-80, стільки ж в Комишах, ще один танк в Мартинівці. Почали спостерігатися випадки мародерства.
28 лютого, під час розвідки поблизу села Воронівщина, що на Полтавщині, загинули бійці Охтирської територіальної оборони сержант Микола Курочка і старший солдат Тимофій Ярмак.

### Березень 2022

#### 1 березня
В ніч на 1 березня російські війська завдали удару по промисловій зоні в районі Охтирської ТЕЦ. Вранці там почалися ремонтні роботи.
Продовжувалися бої, постійно було чути канонаду. За повідомленням Охтирської міської ради, станом на ранок 1 березня в місті було 27 загиблих військових і 13 цивільних.
1 березня в боях під Охтиркою загинув військовий з Полтавщини Андрій Цебро.
В результаті інтенсивних ракетно-артилерійських ударів, які наносили українські війська протягом 25-28 лютого по скупченням і колонам російських військ біля Тростянця, Чупахівки, Комишів, Грінченкового, загарбники понесли втрати в живій силі та техніці. Деморалізовані підрозділи російських військ почали відходити від Гадяча в зворотному напрямку. В районі Чупахівка-Грінченкове в результаті обстрілів загарбники були вимушені кидати техніку, відбирати автомобільний транспорт у місцевого населення і тікати.
Напередодні поблизу села Перелуг, мисливцями з місцевої територіальної оборони був обстряляний легковий автомобіль яким керувала група з п'яти російських військових, що тікали з Чупахівки. В результаті одного з росіян було вбито, інші кинули автомобіль і втекли. Наступного дня, 1 березня, втікачи в кількості 4 чоловік вийшли до села Комиші і здались в полон місцевим жителям. Серед цієї групи російських військових був сержант Вадим Шишимарін.
Того ж дня, в районі села Грунь сили місцевої територіальної оборони в результаті перестрілки знешкодили та взяли в полон диверсійно-розвідувальну групу головного розвідувального управління Генерального Штабу російської федерації. Група з 7 чоловік входила до складу 423-го мотострілецького полку (військова частина № 91701) з міста Наро-Фомінськ. Полонені стверджують що їхали на Сумщину для навчань.
Артилерія Збройних сил України продовжувала наносити ракетно-артилерійські удари по загарбникам.

#### 2 березня
З ранку 2 березня в Охтирці було спокійно. Тростянець і Боромля контролювалися російськими військами. У Тростянці та його передмістях спостерігався інтенсивний рух окупаційних військ та техніки.
Протягом дня Українські війська наносили точкові удари по скупченням російських в Тростянці та околицях. Працювали українські безпілотні літальні апарати Bayraktar TB2.

#### 3 березня

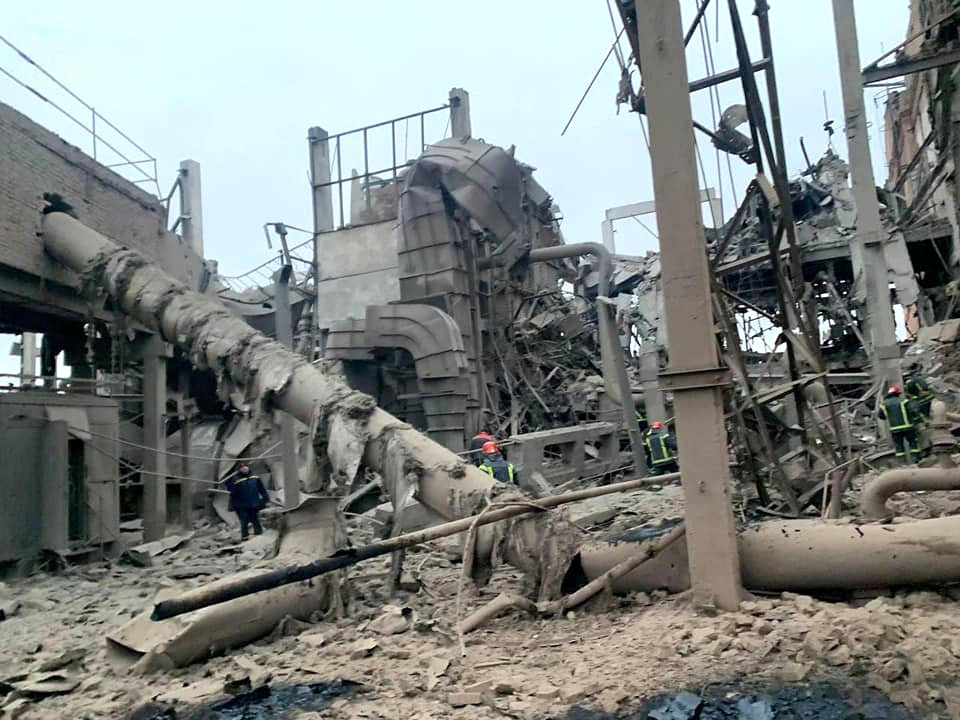
Охтирська ТЕЦ після авіаудару 3 березня 2022 року.

Близько 16:30 місто зазнало авіаудару російською авіацією.
В результаті бомбардування було повністю зруйновано корпус машинного відділення Охтирської ТЕЦ. Також прямим попаданням повністю зруйновано будівлю залізничної станції, значно пошкоджено залізничні колії та рухомий склад, сильно постраждав прилягаючий житловий сектор.
Через руйнування ТЕЦ у місті перестало працювати центральне опалення, в багатьох районах міста зникло електропостачання.
Того ж вечора рятувальники знайшли під руїнами ТЕЦ тіла трьох загиблих. Ще одну жінку дістали з-під завалів живою та передали медикам. Пізніше стало відомо, що загинули 5 працівників станції. Фахівці управління Держпраці у Сумській області розслідують груповий нещасний випадок, який стався в результаті авіаційного удару військовими РФ по Охтирській ТЕЦ.
3 березня 2022 року у лікарні Полтави від важкого осколкового поранення помер український художник Олександр Тарасенко, який брав участь в обороні Охтирки.
Того ж дня, в результаті обстрілу з боку росії було зруйновано агропідприємство «Україна», що у селі Попівка Охтирського району.

#### 4 березня
У ніч з 3 на 4 березня в місті було відносно спокійно.
Через значне руйнування Охтирської ТЕЦ почалися перемовини громадами міста, аби мешканці приватного сектору допомогли охтирчанам, які проживають у багатоквартирних будинках, і розселили їх у себе.
Протягом дня в Охтирській ТЕЦ розбирали завали, проводились відновлювальні роботи. Частина міста і надалі залишається без електроенергії. За словами голови Сумської обласної державної адміністрації Дмитра Живицького, ситуація ускладнюється не тільки тим, що було потрапляння бомби в саму ТЕЦ, а й тим що зруйновані опори і лінії електропередач як високовольтні, так і лінії електропередач Обленерго. Відновлення електропостачання потребує значного часу і матеріально-технічних зусиль.
Згідно списку, оприлюдненого 4 березня в Офісі Президента України до напрямків, які потребують гуманітарних коридорів, потрапила і Охтирка. Це стало результатом другого раунду перемовин між Україною та росією, де досягли порозуміння щодо гуманітарних коридорів. У Сумській були визначені такі: Суми, Шостка, Ромни, Конотоп та Охтирка.
В місті організовано евакуацію громадян.
Українська артилерія продовжувала наносити ракетно-артилерійські удари по російським військам в районі Тростянця.

#### 5 березня
5 березня російська авіація знову бомбардувала місто. Протягом 17:00-18:00 місто зазнало двох авіаударів, одним з яких знищено будівельну базу по вулиці Горбушка. Літак летів з писарівського напрямку в сторону центра міста. В районі будівельної бази він скинув 5 авіабомб. Осколками усіяна вся територія бази, навколо пробиті всі стіни, зірвано всі дахи.  Одна із вирв від російської авіабомби має більше ніж 4 метри в глибину і 15 метрів в діаметрі. За інформацією керівника будівельної бази пана Володимира: «Була будівельна база, яку ми будували 20-30 років зі своїми братами-компаньйонами, стягувалися до купи. За що нам таке „щастя“ привалило і нашим сусідам, — поки не зрозуміло. Тут не було ні військової техніки, тут не було ні військових. На території бази перебував один цивільний чоловік, який здійснював охорону об'єкта і були люди які, слава Богу, сиділи в підвальному приміщенні і залишилися, завдяки цьому живі і здорові, їх відкопали — перелякані, але живі».
Також знищено продуктову базу і автостоянку. Сильно постраждав житловий сектор. В результаті бомбардування 5 березня двоє людей загинули, ще четверо травмовані.
У проміжках між обстрілами міста рятувальники ДСНС спільно з місцевими жителями та працівниками місцевого підприємства продовжували розбирати завали Охтирської ТЕЦ.
5 березня під час проведення аварійно-рятувальних робіт на Охтирській ТЕЦ отримав поранення водій місцевої пожежно-рятувальної частини ДСНС, а в районі продуктової бази отримав поранення начальник караулу пожежно-рятувальної частини ДСНС. Також пошкоджено пожежний автомобіль.
В другій половині дня було нанесено авіаудар по селу Пологи від якого постраждала агрофірма «ВІК АГРО 2019». Від удару п`ятьма ракетами були зруйновані зерносховища, понівечено техніку. Через відсутність піноутворювача зерносховище горіло більше місяця.
Вдень 5 березня для бійців тероборони в Охтирку передали ліки з Любліна та Вроцлава. До збору коштів долучилися українці, які живуть у Польщі.
На вечір 5 березня стало відомо про захоплення російськими військовими в полон цивільних громадян, які рухались автівками за межами міст. Голова обласної державної адміністрації Дмитро Живицький повідомив, що безпечно виїхати із Охтирки, а також Сум, Тростянця та Лебедина наразі неможливо, бо «російські військові грабують і подекуди розстрілюють машини українських мирних людей».
За процесуального керівництва Охтирської окружної прокуратури проводиться досудове розслідування за фактом порушення законів та звичаїв війни (ч. 2 ст. 438 Кримінального Кодексу України) через авіаудари в Охтирці.

#### 6 березня
В ніч з 5 на 6 березня російські війська з центру Тростянця, де посеред житлових будівель розміщувалася російська артилерія, вели обстріли Охтирки.
6 березня в місті проводилися відновлювальні роботи, працювали комунальні служби.
Через артобстріли та авіаудари російських військ станом на 6 березня без газу залишалися понад 260 абонентів у Охтирці. Також багато домівок охтирчан без електропостачання.
За межами міста відбувалися бойові зіткнення з ворогом. Українські війська наносили удари по колонам і скупченням російських військ.

#### 7 березня
Зранку та в день 7 березня в місті було відносно спокійно, продовжувалися відновлювальні роботи. Бойові сутички відбувалися за межами міста, постійно було чути канонаду.
Оборона продовжувалась, відбувалася евакуація місцевого населення.

#### 8 березня

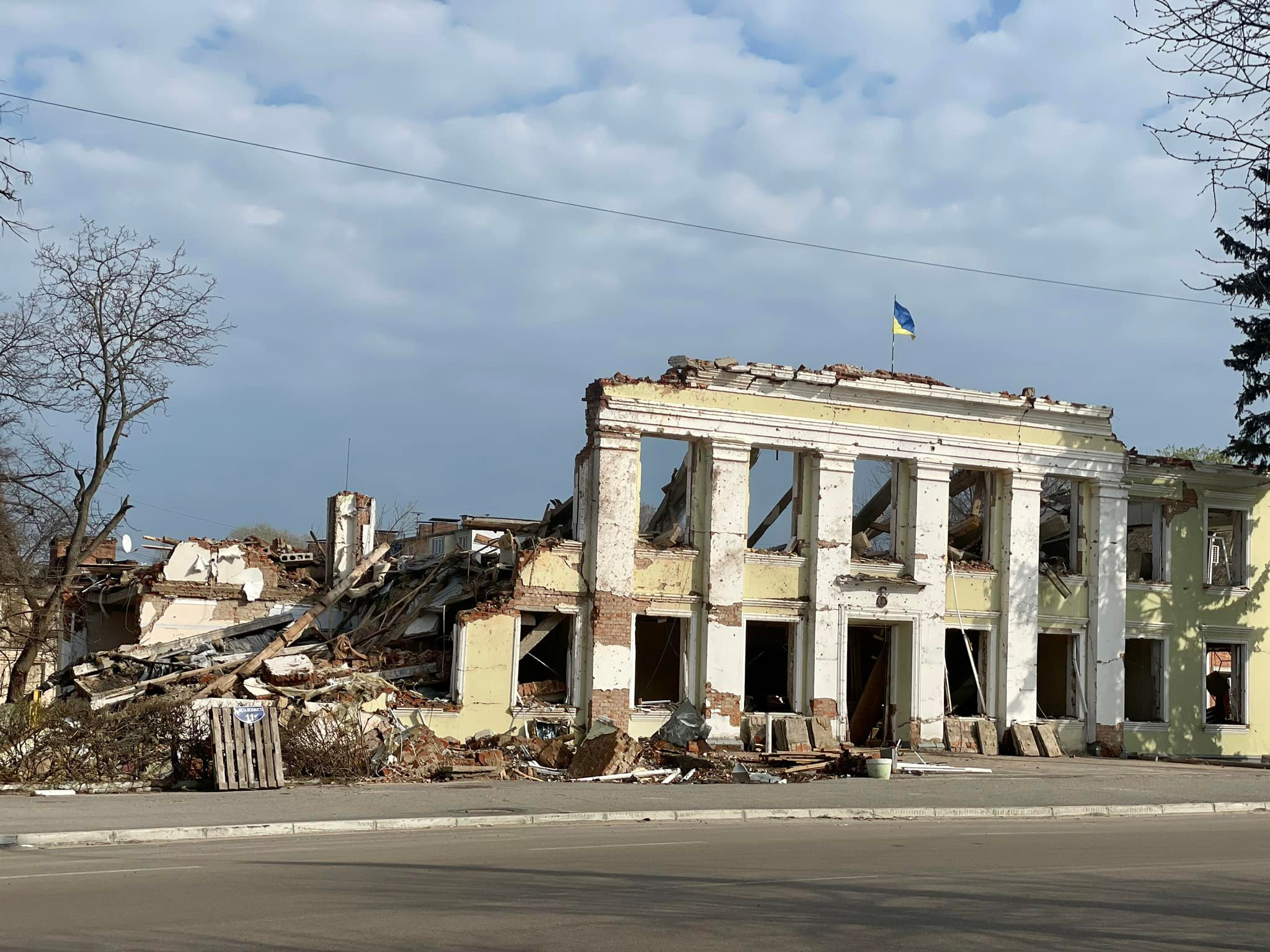
Будівля Охтирської міської ради після авіаудару в ніч з 7 на 8 березня 2022 року

В ніч з 7 на 8 березня Охтирка у результаті двох авіанальотів зазнала декілька потужних авіаударів по центру міста, знову було нанесено авіаудар по Охтирській ТЕЦ.
За словами міського голови Павла Кузьменка бомбардування були тяжкими, з використанням бомб, які залишають у землі вирви діаметром 20 метрів і більше. Сильно пошкоджено адміністративний центр міста: зруйнувано будівлю міської ради, центральний універмаг та інші громадські споруди. Сильно постраждав Охтирський міський краєзнавчий музей, розташований навпроти міськради. В житловому масиві «Дачний» від бомбардування значно пошкоджено супермаркет «Провінція». Сильно постраждав житловий сектор. Пошкоджено багато комунікацій міста: електромережі, каналізація, повністю зруйнований водогін. Серед жителів Охтирки є загиблі і поранені, декілька людей пропало безвісті.
Після нічних авіаударів в місті проводилися відновлювальні роботи. Продовжується евакуація місцевого населення.
За словами голови Сумської обласної державної адміністрації Дмитра Живицького, на сьогодні Тростянець — єдине окуповане місто на Сумщині. Радник голови Офісу президента України Олексій Арестович повідомив, що Охтирка «героїчно тримається» і завдає ворогові шкоди, не даючи наблизитися.

#### 9 березня
В ніч на 9 березня, об 01:40, російська авіація бомбила Качанівський ГПЗ ПАТ «Укрнафта». В результаті бомбардування постраждав товарно-сировинний парк заводу, загиблих та поранених немає. Тієї ж ночі, близько 03:00, двічі нанесено бомбового удару по Охтирці.
Протягом дня проводилися відновлювальні роботи та евакуація місцевого населення. Місто продовжує чинити опір і тримає оборону.

#### 10 березня
В ніч з 9 на 10 березня близько 00:20 російська авіація знову бомбила Качанівський ГПЗ. В результаті двох бомбардувань повністю знищено товарно-сировинний парк.
В районі продовжувалися бойові дії, було постійно чутно канонаду.
Російською авіацією було завдано авіаудару по селу Солдатське Охтирського району, що за 30 кілометрів від кордону з росією. Від авіаудару постраждав приватний сектор та повністю зруйновано місцеве сільгосппідприємство.

#### 11 березня
Станом на 11 березня 2022 року в Охтирці було відсутнє газопостачання у понад 300 домогосподарств.
Місто продовжувало тримати оборону.

#### 12 березня
12 березня на Сумщині працювали «зелені коридори», визначені для евакуації населення. З Охтирки можна виїхати в напрямку Полтави через Котельву або Зіньків. Але в Охтирці цього дня евакуація не проводиться, там триває артобстріл. Про це у своєму Telegram повідомив голова Сумської обласної державної адміністрації Дмитро Живицький. «Там сьогодні евакуація не проводиться. Зелені коридори не було підтверджено. В Охтирці триває артобстріл», — заявив він.
12 березня близько 19:00 російська авіація нанесла три авіаудари по селу Оленинському Охтирського району: випустила дві ракети і скинула одну бомбу на територію сільгосппідприємства. На щастя, минулося без жертв.
За інформацією очевидця, працівника місцевого приватного сільгоспрідпоиємства: «Спочатку був удар невеликий. А другий раз удар був дуже потужний, аж хати затрусилися всі навколо і воронка дуже глибока. Я як прийшов зранку, то воронка була десь 5х5 метрів і глибиною метра 3-4. Якби я заліз у неї, то мене б не видно було. Всі ангари розбиті, техніка розкурочена, КамАЗ понівечено, скло майже в усій техніці розбито. Сушки підірвали. Італійська сушка хороша була, ми її тільки 2 роки тому купили». Внаслідок вибухів знищено склади з посівними матеріалами і мінеральними добривами, також пошкоджено 7 приватних будинків, що стояли поруч.

#### 13 березня
Опівдні 13 березня внаслідок російського обстрілу в Охтирці, горіла автозаправка BVS № 22. За інформацією ДСНС України травмованих та постраждалих не було.
Станом на 13 березня у 22 500 абонентів на Сумщині відсутнє електропостачання. За інформацією обласної військової адміністрації, пошкодження внаслідок обстрілів були в Охтирці, Тростянці, Лебедині та Сумах. В Охтирці місцева ТЕЦ та електропідстанція були зруйновані, теплопостачання в місті відсутнє. Водопостачання, водовідведення працює з перебоями.

#### 14 березня
В ніч з 13 на 14 березня російська авіація знову бомбардувала Охтирку. Постраждав житловий сектор на околицях міста, є загиблі.
Як повідомив міський голова Павло Кузьменко: «У місті Охтирка сьогодні вночі було авіабомбардування, метою якого були житлові будинки приватного сектора, де загинули щонайменше троє цивільних людей. Інших ще не знайшли».
Тростянець залишився під окупацією російських військ, які продовжували використовувати розміщену в житлових кварталах цього міста артилерію для обстрілу Охтирки та інших міст та сел навколо.
Місто Охтирка продовжує чинити опір російським окупантам.

#### 15 березня
В окупованому Тростянці 15 березня роздавали гуманітарну допомогу. Отримували її в найближчому до виїзду в обласний центр виселку Гай. Про це повідомили у Сумській військовій адміністрації. Також в місті випікали хліб в «Тростинці», там же для немовлят видавали сухе молоко за свідоцтвом про народження дитини.
15 березня на Сумщині працювали «гуманітарні коридори» за п'ятьма маршрутами, в тому числі із Тростянця. Кінцевий пункт призначення — Лубни на Полтавщині.

#### 16 березня
В ніч з 15 на 16 березня, в Тростянці бійці бригади «Холодний Яр» ювелірно знищили гаубичний дивізіон окупантів 2С19 «Мста-С» який було розміщено на привокзальній площіі міста. Ворожу артилерію вдалося знищити не завдавши серйозних руйнувань цивільній інфраструктурі.
З ранку 16 березня російська авіація завдала авіаудару по селу Хухра.
Протягом дня в районі Охтирки точилися серйозні бої, відразу з декількох позицій російські окупанти відступили.
Також помітні втрати ворог поніс в районі Тростянця. Вночі збройні сили вибивали загарбників з їх артилерійських позицій під Тростянцем, українська артилерія завдала значної шкоди командним пунктам і базам забезпечення противника.
В Боромлі українській армії вдалося знищити кілька САУ і ЗРК «БУК», також завдано удару по великому складу з боєприпасами.
Кілька годин поспіль тривав бій ще в одному напрямку, за прикордонне селище Велика Писарівка.

#### 17 березня
В ранці 17 березня російська авіація вдруге бомбардувала село Хухра, під час авіаудару, від прямого влучання авіабомби було вщент зруйновано сільську амбулаторію.
Охтирка успішно продовжує тримати оборону, в місті постійно чути артилерійську канонаду.
Надвечір поблизу Тростянця українські війська знищили колону російської техніки.

#### 18 березня
На Сумщині 18 березня з 9 години ранку працювали гуманітарні коридори. Виїхати можна було з Великої Писарівки, Тростянця, Краснопілля, Суми, Лебединської та Конотопської громад. Зокрема, колона з Великої Писарівки на особистому транспорті та автобусах рухалась через Охтирку і далі на Хухру, Котельву та Полтаву.
Вдень 18 березня російські війська обстрілювали помешкання мирних жителів Великої Писарівки та Охтирського району. Унаслідок ворожих влучаннь загорівся житловий будинок. Працівникам ДСНС вдалося загасили пожежу та врятувати життя людей.
Близько 16:20 неподалік Тростянця сили оборони України вкотре знищили колону ворожої техніки.

#### 19 березня
Станом на 19 березня без світла на Сумщині з 17 березня, за інформацією Сумської ОВА, залишалися 28 300 абонентів. Зокрема, в Охтирці були зруйновані ТЕЦ та електропідстанція, тому теплоносій по місту відсутній. Водопостачання, водовідведення та електропостачання подається з перебоями.
За інформацією Генерального штабу Збройних сил України станом на 12 годину 19 березня підрозділи зі складу 1-ї танкової армії росії не вели активних наступальних дій у напрямку на Суми та Охтирку. Вони зосереджували зусилля на блокуванні міста Суми. Також намагалися здійснити підготовку до наступальних дій у напрямку на населені пункти Тростянець, Охтирка, Полтава, частиною сил — на Прилуки та Київ. Силами окремих підрозділів Центрального військового округу ворог намагався діяти в районі Недригайлова та Ромнів.
Вдень 19 березня росіяни знову завдали удару по селу Оленинське Охтирського району. Як з'ясували пізніше, це була російська ракета, яка вибухнула за селом.

#### 20 березня
20 березня продовжувалися активні бойові дії в Охтирському районі.
В другій половині дня, близько 15:20, російські війська нанесли авіаудар по селу Комиші Охтирського району. Жертв і руйнувань не було.
Цього дня під Охтиркою виконуючи бойове завдання загинув старший лейтенант протиповітряної оборони Віктор Сушков.

#### 21 березня
21 березня біля Охтирки і в напрямку Тростянця ведуться інтенсивні бойові дії. Почалася операція по звільненню Тростянця. Чути потужну канонаду.
Комунальники з допомогою місцевих мешканців 21 березня почали прибирати місто від наслідків чисельних авіабомбардувань російськими літаками. Начальник інспекції з благоустрою Охтирської міської ради Руслан Педько розповів, що підприємство забезпечувало містян матеріалами для закривання вікон з вибитим склом. «Місто потроху оживає. Люди починають повертатися, наводити порядки. Місцеві мешканці самі підходять, питають, чим можуть допомогти. Багато підприємців допомагають матеріалами. Місто об'єдналося», — розповів Руслан Педько. 21 березня на зруйнованій російськими літаками міськраді знову замайорів український прапор.

#### 22 березня
22 березня в районі продовжуються бойові дії. В районі Тростянця чути потужну канонаду.
З'явилася попередня інформація Генерального штабу Збройних сил України, що 21 березня в ході активізації бойових дій в Охтирському районі близько 300 російських окупантів відмовилося виконувати наказ щодо ведення бойових дій і на 70 одиницях техніки відступили.
22 березня з'явилася інформація про те, що голова Охтирської районної ради,  Сергій Кірічко був звільнений з російського полону. Інформацію про це підтвердили в Сумській обласній державній адміністрації. Чоловіка взяли в полон в Боромлі.

#### 23 березня
23 березня в Охтирці спокійно, проводяться відновлювальні роботи. Працюють комунальні служби та деякі магазини.
В районі Тростянця ведуться бойові дії, потужно працює артилерія.

#### 24 березня
24 березня 2022 року з метою відзначення подвигу, масового героїзму та стійкості громадян, виявлених у захисті свого міста під час відсічі збройної агресії російської федерації проти України, Указом Президента України № 164/2022 місту Охтирка було присвоєно почесну відзнаку «Місто-герой України». Міського голову Охтирки Павлова Кузьменка нагородили орденом “За мужність” ІІІ ступеня.
24 березня близько 00:28 російська авіація, застосовуючи заборонені засоби ведення війни, провели потужне авіаційне бомбардування найбільш густонаселеного житлового масиву Охтирки, мікрорайону «Дачний».
В результаті бомбардування було зруйновано та пошкоджено не менше 15 житлових багатоповерхових та приватних будинків, об'єкти цивільної інфраструктури, лінії електромереж. За інформацією ДСНС України в Охтирці з-під завалів пошкоджених житлових будинків рятувальники змогли вивільнити постраждалу жінку, також дістали тіло загиблої людини. За попередніми даними згинув один цивільний чоловік.
В інших населених пунктах Охтирщини, по яких ворог наносив авіаційні удари, рятувальники вивільнили з-під завалів 4 постраждалих людей. Триває гасіння пожеж у житлових будинках.
За процесуального керівництва Охтирської окружної прокуратури проводиться досудове розслідування за фактом порушення законів та звичаїв війни (ч. 2 ст. 438 Кримінального кодексу України).

#### 25 березня
25 березня вдень російська авіація знову бомбардувала Охтирку. Втрати уточнюються.
«На жаль, Охтирка терпить дуже серйозні втрати», — повідомив голова Сумської обласної державної адміністрації Дмитро Живицький.
Наслідки ворожих обстрілів міста від початку війни показав радник міністра внутрішніх справ України Антон Геращенко у Telegram. «Місто-герой Охтирка вистояло у битві з орками і обломило багато тактичних планів окупантів у просуванні на Київ», — написав він.
В районі Тростянця продовжуються бойові дії, чути потужну канонаду.
Місто Охтирка тримає оборону і продовжує чинити опір російським окупантам.

#### 26 березня
26 березня після тривалих боїв силами 93-ї окремої механізованої бригади «Холодний яр» за допомогою територіальної оборони і місцевих партизанів від російських загарбників звільнено місто Тростянець. Про це повідомив голова Сумської обласної державної адміністрації Дмитро Живицький. Він заявив: «Нарешті Тростянець звільнено від орків! Дякую Збройним Силам України та всім причетним!».
Того ж дня українськими військами було звільнено село Боромля.

#### 27 березня
В ніч з 26 на 27 березня в Охтирці і на всій Сумщині вперше було тихо від початку повномасштабного вторгнення росії в Україну. Про це повідомив голова Сумської обласної державної адміністрації Дмитро Живицький. «Єдина новина: перевели годинники на літній час», — додав він.
27 березня закінчилася активна фаза боїв за Охтирку. Хоча обстріли прикордонних населених пунктів продовжувалися, але бойові дії по звільненню Охтирщини від загарбників завершилися успішно.

#### 30 березня
В Охтирці, яку місяць обстрілювали і бомбардували російські війська, почали ремонтувати пошкоджені будинки. Працюють волонтери та комунальні служби. Аби допомогти мешканцям, міська рада надає плівку та рейки безкоштовно. Також для допомоги мешканцям створена ремонтна бригада, в якій працює 18 робітників.

### Квітень 2022
Прикордонні громади Охтирщини постійно зазнають обстрілів з боку росії.

#### 1 квітня— 2 квітня
В громадах Сумської області, зокрема в містах Охтирка, Тростянець, а також в інших населених пунктах Охтирського району, які були в зоні бойових дій, розпочато розмінування територій.

#### 3 квітня
Роменські спеціалісти Міжрегіонального центру швидкого реагування ДСНС України продовжили розмінування територій на Сумщині. Зокрема, працювали в Охтирці та Тростянці.
3 квітня в житловому секторі Тростянця піротехніки знайшли протипіхотні міни, розтяжки та снаряди від реактивних систем залпового вогню, які залишилися після окупації міста. Про це повідомило Головне управління ДСНС України у Сумській області.
В Охтирці і Тростянці проводяться роботи по відновленню зв'язку. В Тростянці зв'язок був відсутній майже від початку російської окупації. Для відновлення зв'язку в Тростянці працюють фахівці з інших міст, зокрема з Харкова.

#### 7 квітня
7 квітня під час робочого виїзду з ремонту пошкодженої лінії електропередач підірвалися на протитанковій міні електромонтери Тростянецької експлуатаційної бригади АТ «Сумиобленерго». Один електромонтер загинув, двоє отримали тяжкі поранення.
За інформацією ДСНС України, 7 квітня роменські піротехніки міжрегіонального центру швидкого реагування знешкодили 139 одиниць вибухонебезпечних предметів. Їх виявили у Конотопському, Сумському, Охтирському районах. Зокрема і в Тростянці.

#### 9 квітня
За повідомленням прокуратури Сумської області, Охтирська окружна прокуратура розпочала кримінальні провадження за фактом порушення законів та звичаїв війни. Досудове розслідування розпочали через катування російськими окупантами мирних жителів на Сумщині.
9 березня в Тростянці працівник підприємства ТОВ «Кононівський елеватор» підірвався на розтяжці. Чоловік отримав осколкові поранення. Розтяжку на території підприємства залишили російські військові під час окупації Тростянця.

#### 14 квітня
14 квітня російські війська з важкої артилерії обстріляли прикордонні населені пункти Охтирського району, постраждав приватний сектор Великої Писарівки та села Попівка. Загиблих і поранених немає.
За даним фактом Охтирська окружна прокуратура почала кримінальне провадження через порушення законів та звичаїв війни росією на території України.

#### 16 квітня
16 квітня в Охтирці прощалися з 26 військовими, які загинули 28 лютого. Через авіанальоти та обстріли в місті загинуло більше сотні охтирчан: як військових, так і цивільних.
До тіл і решток загиблих довгий час важко було дістатися через суцільні завали. Спочатку дістали і поховали дев'ятеро бійців місцевої військової частини, що обороняла місто. Згодом — те, що лишилося ще від 26-ти людей. Для ідентифікації загиблих було взято зразки ДНК.
Урочисту панахиду за загиблими на Центральному кладовищі Охтирки відслужили священники п'яти православних храмів міста. Останню шану побратимам бійці віддали, за традицією, воєнним салютом. До встановлення імені кожного загиблого всіх поховали як невпізнаних солдатів на місці майбутньої Алеї Слави перед цвинтарем.
«На сьогодні ми поховали 26 чоловік, 26 героїв, тих, яких знайшли під завалами. На жаль, ми знаємо їхні імена, але не знаємо, кожен із них в якій могилі. Далі потрібно дбати про те, щоб цей злочин ніколи не був забутий. Щоб за цей злочин кожен злочинець, кожне його покоління відповідало. Відповідало і розуміло, що Москва — це столиця вбивць», — сказав Павло Кузьменко, міський голова Охтирки.

### Травень 2022
Продовжуються обстріли прикордонних громад Охтирщини з боку терористичної росії. В районі працюють вибухотехніки та сапери. Проводяться заходи щодо посилення оборони міста та району.

#### 17 травня
17 травня, близько 04:30 Охтирка знову зазнала ракетного обстрілу. Щонайменше п'ять ракет влучило по місту. Постраждав центр міста, приватний сектор по вулиці Київській та Армійській, багатоповерхівки в житловому масиві «Дачний», пошкоджено дитячий садок «Казка».
«Сьогодні близько п'ятої години ранку по Охтирці був ворожий ракетний удар. П'ять російських ракет прилетіли по мирних цивільних об'єктах та спричинили чимало руйнувань. Загорілися складські приміщення. Ударною хвилею пошкодило вхідні двері до під’їзду двоповерхового будинку, люди були заблоковані всередині. Постраждало чимало приватних будинків. Удари загалом прийшлися по центральній частині міста і масиву "Дачний". У храмі повибивало вікна. Постраждав і дитячий садок "Казка"» —повідомив голова Сумської обласної військової адміністрації Дмитро Живицький.
Серед цивільних, щонайменше п'ятеро поранених.

### Червень 2022
З боку терористичної росії продовжуються обстріли населених пунктів Охтирщини. В районі постійно працюють вибухотехніки та сапери. Проводяться інженерні заходи щодо вдосконалення і посилення оборони міста та району.

#### 23 червня
Ввечері 23 червня, поблизу Охтирки, під час патрулювання території, підірвалася на міні автівка поліцейських, двоє співробітників поліції було поранено. Під час роботи на місці події вибухотехніків та слідчих, пролунав другий вибух. Внаслідок цього поранені ще п'ятеро. Одна людина загинула на місці.

### Липень 2022
З боку росії продовжуються обстріли громад Охтирщини. В районі працюють вибухотехніки та сапери. Проводяться інженерні заходи щодо посилення оборони міста та району.

#### 29 липня
29 липня, у Великописарівській громаді Охтирського району на мінах підірвалися комбайн і машини з мирними мешканцями: одна людина загинула, четверо отримали поранення. У першому випадку здетонували 11 мін, коли на них наїхала вантажівка. Водій загинув на місці. Травмовані двоє людей: пасажирка і водій легкової автівки, що їхала зустрічною смугою дороги під час вибуху. У другому випадку на міні підірвався комбайн який працював в полі. Двоє аграріїв травмовані, техніка розбита.

### Серпень - Вересень 2022
Продовжуються обстріли населених пунктів Охтирщини. В районі працюють вибухотехніки та сапери. Проводяться посилені інженерні заходи щодо вдосконалення оборони міста та району.

## Воєнні злочини російських військ
25 лютого російські окупанти нанесли удар реактивною системою залпового вогню «Ураган» по житловому масиву «Дачний» в районі дитячого садочка «Сонечко», в результаті чого загинули діти. Удар нанесено ракетами з касетною головною частиною, по цивільним об'єктам і цивільній інфраструктурі. На думку Amnesty International, цей випадок із застосуванням касетних боєприпасів є воєнним злочином.
26 лютого російські війська нанесли ракетний удар по території 91-го інженерного полку, в результаті якого постраждав житловий масив «Дачний» та прилеглий приватний сектор. За попередніми даними удар нанесено із застосуванням вакуумного боєприпасу.
28 лютого посол України в США Оксана Маркарова заявила, що російські війська застосували в Охтирці вакуумну бомбу. Згідно доповіді Human Rights Watch від 1 лютого 2000 року росія використовувала вакуумні боєприпаси під час Другої російської-чеченської війни і хоча такі боєприпаси не заборонені міжнародним гуманітарним правом, їх широка зона ураження означає, що війська не повинні застосовувати таку зброю поблизу чи в населених пунктах. Маркарова заявила, що застосування вакуумної бомби є порушенням Женевських конвенцій, а Президент України Володимир Зеленський заявив, що це була цілеспрямована атака на житлові райони.
Прес-секретар Білого дому Джен Псакі заявила, що бачила це повідомлення, але не має підтвердження того, що росія використала таку зброю. На брифінгу для преси вона повідомила: «Ми бачили ці звіти. Якщо це правда, то це потенційно військовий злочин».
1 березня, в селі Комиші Охтирського району, з групою інших російських військових було затримано командира відділення російської армії Вадима Шишимаріна. Український суд пред'явив російському загарбнику звинувачення за статтею «Порушення законів та звичаїв війни». 28 лютого у селищі міського типу Чупахівка Охтирського району Шишимарін безпідставно застрелив цивільного і неозброєного літнього чоловіка, який їхав узбіччям дороги велосипедом.
Вадим Шишимарін перший російський військовий засуджений за військові злочини в Україні. 23 травня 2022 року Шишимарін Вадим Євгенович засуджений в Україні до довічного ув'язнення.

## Зруйновані та пошкоджені пам'ятники архітектури

Охтирський міський краєзнавчий музей після авіаудару в ніч з 7 на 8 березня 2022 року

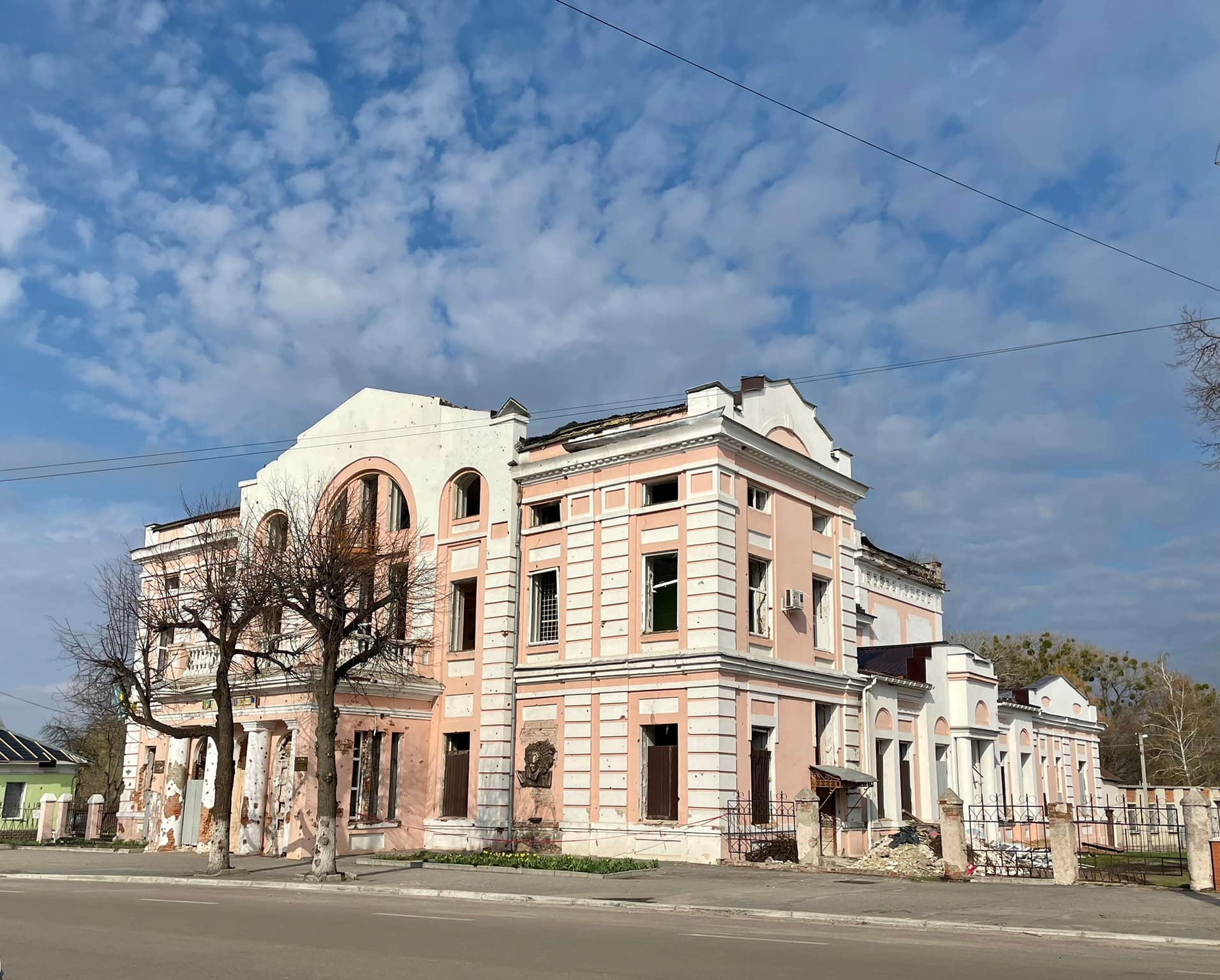
Районний будинок культури після авіаудару в ніч з 7 на 8 березня 2022 року

Під час боїв за Охтирку російські окупанти повністю знищили пам'ямятник архітектури ХІХ століття, старовинну будівлю Охтирської залізничної станції яку відкрили ще у 1895 році. Також суттєво постраждали будівлі Охтирського міського краєзнавчого музею та Районного будинку культури (Народний дім) — архітектурні пам'ятки початку XX століття.
3 березня, близько 16:30 під час авіаудару російської авіації від прямого влучання було повністю знищено будівлю залізничної станції.
В ніч з 7 на 8 березня 2022 року внаслідок авіаційного бомбардування центральної частини міста було понівечено стіни, зруйновано дах та вибито вікна краєзнавчого музею та Районного будинку культури.

## Втрати Охтирської територіальної оборони
Станом на 31 березня 2022 року в боях за Охтирку загинуло 11 бійців 154-го окремого батальйону територіальної оборони міста Охтирка: капітан Володимир Лисенко, старшина Анатолій Свиридюк, сержант Олег Бабич, сержант Олександр Конвісар, сержант Микола Курочка, старший солдат Олексій Гуртовий, старший солдат Тимофій Ярмак, сержант Олександр Ляшенко, солдат Іван Макайда, солдат Олег Сторожніченко, солдат Володимир Шевельов.